# Ан-Насир Мухаммед Салахуддин
Ан-На́сир Мухаммад ибн аль-Махди Салахудди́н (араб. الناصر محمد صلاح الدين‎; 4 сентября 1338 — 2 ноября 1391) — имам Йемена, правивший с 1372 по 1391 года. Он был зайдитским имамом и потомком Пророка Мухамеда. Внучка — Шерифа Фатима, женщина — политический и религиозный лидер части мусульман-зейдитов Йемена в XV веке.

## Биография
Ан-Насир Мухаммед Салахуддин был сыном имама Йемена Али аль-Махди бен Мухаммед правившего с 1349 по 1372 год.
В первой половине XIV столетия несколько имамов оспаривали правопреемство. Около середины XIV столетия его отец Али аль-Махди ибн Мухаммед достигает значительного влияния, которое, однако, было уменьшено до его смерти в Дхамаре в 1372 году. Аль-Насир Мухаммед Салах аль-Дин становится единственным и неоспоримым зайдитским имамом Йемена. Как бы то ни было, но важный и значительный город Санаа был в руках семьи Зайдитов, которая правила словно эмиры.
Через год после своего вступления в должность, Насир аль-Мухаммед Салах ад-Дин попытался захватить город Санаа, но не смог проникнуть через сильную оборону города. Тогда он прибегает к стратегии. Он женился на матери эмира Идрис бен Абдаллах, но когда Идрис приехал, чтобы встретиться с своим новым отчимом, отчим арестовал его и затем стал полновластным правителем в Санаа в 1381 году. Идрис и его матери было дозволено жить в городе, но без дальнейших контактов с имамом.
Аль-Насир Мухаммед Салах ад-Дин был сравнительно успешным правителем. Он продвинулся до Тихамы в прибрежной полосе Красного моря Южной Аравии, действуя против Расулидов. В 1391 году он был сброшен своим мулом, который протащил его по земле и имама получил смертельные травмы. Когда он умер в Санаа, его смерть была скрыта в течение двух месяцев по причине не безопасной ситуации.
Он похоронен в мечети Салах ад-Дин, построенной по его инициативе. Он был мужем ас-Сайида Фатима (англ. as-Sayyidah Fatimah), дочери предводителя Курдов из Дамара, который построил мечеть аль-Абхар в Сана. За смертью аль-Насира последовал внутренний беспорядок среди зайдитской элиты, но контроль над Санаа вскоре был закреплён за его маленьким сыном аль-Мансур Али бин Салах ад-Дин

## Литературные работы
Аль-Насир Мухаммед Салах ад-Дин написал комментарий к работе аль-Замахшари аль-Калим ан-Навабиг («Выдающиеся слова»). Он озаглавил свою работу аль-Хикам ас-Савабиг фи-ль-Калим ан-Набавиг («Полные мудрости»). В это же время, ат-Тафтазани (умер в 1390 году) также написал комментарий к работе аль-Замахшари под несколько иным названием (заголовком): ан-Ниам ас-Сабавиг фи-ль-Калим ан-Навабиг («Полные блага»).